# 星和無綫電視大獎
《星和無綫電視大獎》（StarHub TVB Awards），是由星和視界（StarHub TV）主辦，無綫電視（TVB）協辦的電視獎項，在新加坡舉行，由2010年起每年頒發一次，頒發對象僅限於由無綫電視製作的節目及旗下藝人。
2018年，TVB取消以往在新加坡舉行頒獎禮的頒獎形式
，改由新加坡觀眾於TVB Anywhere SG手機應用程式投選最喜愛男、女主角及劇集並於TVB台慶及萬千星輝頒獎典禮當天公佈賽果。

## 節目資料
| 年份   | 舉行日期         | 大會司儀               |
| 2010年 | 1月29日（週日）  | －                     |
| 2011年 | 7月16日（週日）  | 陳芷菁、金剛           |
| 2012年 | 8月18日（週日）  | 陳芷菁、金剛           |
| 2013年 | 9月2日（週日）   | 金剛、姚子羚           |
| 2014年 | 10月11日（週日） | 鄭裕玲、李浩林         |
| 2015年 | 10月24日（週六） | 鄭裕玲、李浩林、崔建邦 |
| 2016年 | 10月22日（週六） | 鄭裕玲、農夫           |
| 2017年 | 10月21日（週六） | 鄭丹瑞、陸浩明、麥美恩 |

## 現存獎項歷年得主
以下內容只記錄星和無綫電視大獎仍存在的獎項歷年得主。
| 屆數 | 年份 | 我最愛TVB電視劇集                   | 我最愛TVB男主角             | 我最愛TVB女主角               | 我最愛TVB男配角             | 我最愛TVB女配角          | 我最愛TVB螢幕情侶                 | TVB飛躍進步藝人 | TVB最佳新人   |
| 10   | 2019 |                                     | 馬國明 《白色強人》         | 唐詩詠 《白色強人》           | -                           | -                        | -                                 | -               | -             |
| 9    | 2018 | 《三個女人一個「因」》 監製：潘嘉德 | 袁偉豪 《棟仁的時光》       | 黃智雯 《三個女人一個「因」》 | -                           | -                        | -                                 | -               | -             |
| 8    | 2017 | 《同盟》 監製：文偉鴻（2）          | 王浩信 《踩過界》           | 李佳芯 《踩過界》             | 張振朗 《踩過界》           | 黃心穎 《與諜同謀》      | 王浩信、唐詩詠 《不懂撒嬌的女人》 | 何廣沛 高海寧   | 謝東閔 湯洛雯 |
| 7    | 2016 | 《城寨英雄》 監製：文偉鴻（1）      | 陳展鵬（3） 《城寨英雄》    | 胡定欣 《城寨英雄》           | 曹永廉 《公公出宮》         | 林夏薇（2） 《公公出宮》 | 陳展鵬、胡定欣 《城寨英雄》       | 楊明 李佳芯     | 何廣沛 劉佩玥 |
| 7    | 2016 | 《城寨英雄》 監製：文偉鴻（1）      | 黎耀祥 《公公出宮》         | 胡定欣 《城寨英雄》           | 曹永廉 《公公出宮》         | 林夏薇（2） 《公公出宮》 | 袁偉豪、王君馨 《城寨英雄》       | 楊明 李佳芯     | 何廣沛 劉佩玥 |
| 6    | 2015 | 《張保仔》 監製：梁材遠             | 陳展鵬（2） 《張保仔》      | 汪明荃 《華麗轉身》           | 王浩信 《再戰明天》         | 林夏薇（1） 《衝線》     | 蕭正楠、黃翠如 《師奶MADAM》      | 朱千雪          | 陳凱琳        |
| 5    | 2014 | 《忠奸人》 監製：王心慰             | 陳展鵬（1） 《叛逃》        | 佘詩曼（3） 《使徒行者》      | 羅仲謙 《On Call 36小時II》 | 陳敏之 《點金勝手》      | 田蕊妮、郭晉安 《忠奸人》         | 岑麗香          | 張繼聰        |
| 4    | 2013 | 《衝上雲霄II》 監製：歐冠英、陳維冠 | 黃宗澤 《護花危情》         | 楊怡 《名媛望族》             |                             |                          | 黃宗澤、周麗淇 《好心作怪》       | 羅仲謙 黃智雯   | 陳智燊 苟芸慧 |
| 3    | 2012 | 《天與地》 監製：戚其義             | 鄭嘉穎 《怒火街頭》         | 胡杏兒 《怒火街頭》           |                             |                          | 陳豪、鍾嘉欣 《點解阿Sir係阿Sir》 | 黃浩然 李施嬅   | 陳展鵬 陳茵媺 |
| 2    | 2011 | 《巾幗梟雄之義海豪情》 監製：李添勝 | 陳豪 《公主嫁到》           | 佘詩曼(2) 《公主嫁到》        |                             |                          | 陳豪、佘詩曼 《公主嫁到》         | 金剛 唐詩詠     |               |
| 1    | 2010 | 《溏心風暴之家好月圓》 監製：劉家豪 | 林峯 《溏心風暴之家好月圓》 | 佘詩曼（1） 《法證先鋒II》    |                             |                          |                                   |                 |               |

## 獎項名稱
- 我最愛TVB男主角（2010至2019）
- 我最愛TVB女主角（2010至2019）
- 我最愛TVB男配角（2014至2017）
- 我最愛TVB女配角（2014至2017）
- 我最愛TVB電視劇集（2010至2018）
- 我最愛TVB綜藝節目主持人（2013至2017）
- 我最愛TVB電視男角色（2010至2017）
- 我最愛TVB電視女角色（2010至2017）
- 我最愛TVB螢幕情侶（2011至2017）
- TVB飛躍進步藝人（2011至2017）
- TVB最佳新人（2012至2017）
- 我最愛TVB劇集歌曲（2011至2017）
- 我最愛TVB綜藝節目（2010至2017）
- 我最愛TVB資訊節目（2015至2017）